# Lê Ngọc Phúc
Lê Ngọc Phúc (* 21. Juni 2002) ist ein vietnamesischer Sprinter, der sich auf den 400-Meter-Lauf spezialisiert hat.

## Sportliche Laufbahn
Erste internationale Erfahrungen sammelte Lê Ngọc Phúc im Jahr 2022, als er bei den Südostasienspielen in Hanoi in 47,27 s die Silbermedaille im 400-Meter-Lauf hinter dem Thailänder Joshua Atkinson gewann. Auch mit der vietnamesischen 4-mal-400-Meter-Staffel gewann er in 3:08,52 min die Silbermedaille hinter Thailand. Nach einem positiven Dopingtest wurde er für 16 Monate gesperrt und verlor seine Medaillen von den Südostasienspielen.
In den Jahren 2020 und 2021 wurde Lê Ngọc vietnamesischer Meister in der 4-mal-400-Meter-Staffel.

## Persönliche Bestleistungen
- 400 Meter: 47,1 s, 5. März 2022 in Hanoi